# Эррандо, Хорхе
Хорхе Эррандо Орос (исп. Jorge Herrando Oroz; 28 февраля 2001, Памплона, Испания) — испанский футболист, защитник клуба «Осасуна».

## Клубная карьера
15 декабря 2020 года Эррандо дебютировал за основную команду «Осасуны» в матче кубка Испании против «Томареса». 2 мая 2023 года Хорхе впервые сыграл в чемпионате Испании в матче против «Барселоны».